# Józef Grzybek (dyrygent)
Józef Grzybek (ur. 15 maja 1909 w Osielcu, zm. 17 marca 1986 w Nowym Targu) – polski historyk, organista i dyrygent związany z Podhalem.

## Życiorys
Urodził się w Osielcu w rodzinie Stanisława i Marii z domu Wójcik. W rodzinnej miejscowości uczęszczał do Szkoły Podstawowej przez 4 lata, w latach 1922–1929 uczęszczał do gimnazjum Ojców Misjonarzy w Krakowie, w którym zdał maturę. Następnie podjął studia na wydziale Filozoficzno-Historycznym Uniwersytetu Jagiellońskiego. W czasie studiów od 1930 do 1935 r. był organistą w bazylice Bożego Ciała w Krakowie, założył tamtejszy chór żeński. Po ukończeniu studiów podjął pracę w gimnazjum w Nowym Targu, w którym pracował do wybuchu II wojny światowej. W czasie okupacji niemieckiej uczył w szkołach powszechnych w Makowie Podhalańskim, Osielcu i Krośnicy. W Osielcu brał udział w tajnym nauczaniu. Po wojnie ponownie podjął pracę w nowotarskim gimnazjum. W okresie od 16 sierpnia do 30 grudnia 1949 roku pełnił funkcję dyrektora gimnazjum, jednak z przyczyn politycznych przeniesiony został w stan spoczynku. Od 1952 pracował w nowotarskim oddziale Archiwum Państwowego. W 1965 obronił pracę doktorską (Dzieje państwa suskiego pod Babią Górą od XVI w. do poł. XIX w.). W tym samym czasie rozpoczął pracę jako organista w Parafii Najświętszego Serca Pana Jezusa w Nowym Targu. Założył i prowadził chóry, m.in. w Krakowie, Suchej Beskidzkiej i Nowym Targu – łącznie dziesięć chórów. Był odpowiedzialny za zorganizowanie i przygotowanie pięciuset chórzystów na występ powitalny na nowotarskim lotnisku w czasie podróży apostolskiej Jana Pawła II do Polski w 1979. Na wniosek kardynała Franciszka Macharskiego zasługi dla Kościoła wyróżniony został odznaczeniem Pro Ecclesia et Pontifice. Jest autorem wydanych w 2004 wspomnień pt. Jan Paweł II w Nowym Targu. Jego syn Bogusław jest założycielem i dyrektorem krakowskiego chóru akademickiego Organum oraz organistą w bazylice Mariackiej. Od 1948 był członkiem Związku Bojowników o Wolność i Demokrację w Nowym Targu.
Zmarł 17 marca 1986 roku. Został pochowany na cmentarzu komunalnym w Nowym Targu w kwaterze 18 (nr grobu 1).